# Sanja Rajović
Sanja Rajović (rođen 18. svibnja 1981) je srbijanska rukometašica igra za ŽRK Lokomotivu Zagreb i srbijansku reprezentaciju. 

## ŽRK Knjaz Miloš
**Liga Srbije 2007

## ŽRK Zaječar
**Liga Srbije 2010,2011,2012,2013
**Kup Srbije 2010,2011,2012,2013

## ŽRK Lokomotiva Zagreb
- - prvenstvo Hrvatske 2014

- - kup Hrvatske 2014

## Vanjske poveznice
Sanja Rajović